# Vollastuur
Een vollastuur (vaak vollastuur per jaar) is een eenheid voor de effectieve (jaar)opbrengst van een energiebron met een wisselend vermogen (zoals zonnepanelen en windmolens). Het aantal vollasturen kan worden gezien als de tijdsduur waarin de energiebron effectief op vol vermogen energie heeft geproduceerd. Deelt men het aantal vollasturen door het totaal aantal uren in de beschouwde tijdsperiode (in een jaar bijvoorbeeld 8766 uur) dan verkrijgt men de capaciteitsfactor.

## Definitie
Het aantal vollasturen van een generator wordt berekend door de (te verwachten) jaarlijkse energieopbrengst (bijvoorbeeld in kWh) delen door het nominale vermogen van de generator (bijvoorbeeld in kW of kWp).
{\displaystyle vollastuur={\frac {kWh}{kWp}}={\frac {energie}{vermogen}}}

## Gebruik
Met name voor generatoren van duurzame energie, zoals zonnepanelen en windturbines, kan het nuttig zijn het rendement weer te geven in vollasturen omdat daarmee verschillende technieken met elkaar te vergelijken zijn. Bij generatoren die bijvoorbeeld op fossiele brandstof werken, is de energetische opbrengst alleen afhankelijk van het nominale vermogen en de lengte van de periode dat de generator werkt. Bij windmolens en zonnepanelen is de opbrengst ook afhankelijk van de hoeveelheid wind of zon die in die periode te verwachten is.
In Nederland en België rekent men voor zonnepanelen met gemiddeld 850 vollasturen per jaar (capaciteitsfactor ~10%). Een zonnepaneel van 100 W wekt per jaar dus zo’n 85 kWh op. Een zonnepark met een nominaal vermogen van 10 MW zal op jaarbasis ongeveer 8,5 GWh produceren (zie Lijst van zonne-energie-installaties in Nederland).
Voor windmolens is het aantal vollasturen sterk afhankelijk van de locatie en de grootte van de molen. Voor moderne windmolens in Nederland ligt het aantal vollasturen op ongeveer 2500 per jaar (capaciteitsfactor 20-40%), al kan dit oplopen tot wel 5000 (capaciteitsfactor 40-50%) voor grote windmolens op zee (zie Windturbines in Nederland). In de toekomst verwacht men met nog grotere windmolens een capaciteitsfactor boven de 60% te kunnen halen.
In het Nederlandse Klimaatakkoord uit 2019 wordt gerekend met 854 vollasturen voor zonnepanelen en 3237 vollasturen (capaciteitsfactor ~37%) voor wind op land.

## Omrekening
| Vollasturen per gem. jaar | Capaciteitsfactor (%) |
| ------------------------- | --------------------- |
| 0                         | 0,0                   |
| 500                       | 5,7                   |
| 1000                      | 11,4                  |
| 1500                      | 17,1                  |
| 2000                      | 22,8                  |
| 2500                      | 28,5                  |
| 3000                      | 34,2                  |
| 3500                      | 39,9                  |
| 4000                      | 45,6                  |
| 4500                      | 51,3                  |
| 5000                      | 57,0                  |
| 5500                      | 62,7                  |
| 6000                      | 68,4                  |
| 6500                      | 74,2                  |
| 7000                      | 79,9                  |
| 7500                      | 85,6                  |
| 8000                      | 91,3                  |
| 8500                      | 97,0                  |
| 8766                      | 100,0                 |

| Capaciteitsfactor (%) | Vollasturen per gem. jaar |
| --------------------- | ------------------------- |
| 0                     | 0                         |
| 5                     | 438                       |
| 10                    | 877                       |
| 15                    | 1315                      |
| 20                    | 1753                      |
| 25                    | 2192                      |
| 30                    | 2630                      |
| 35                    | 3068                      |
| 40                    | 3506                      |
| 45                    | 3945                      |
| 50                    | 4383                      |
| 55                    | 4821                      |
| 60                    | 5260                      |
| 65                    | 5698                      |
| 70                    | 6136                      |
| 75                    | 6575                      |
| 80                    | 7013                      |
| 85                    | 7451                      |
| 90                    | 7889                      |
| 95                    | 8328                      |
| 100                   | 8766                      |